# Gianluca Grignani

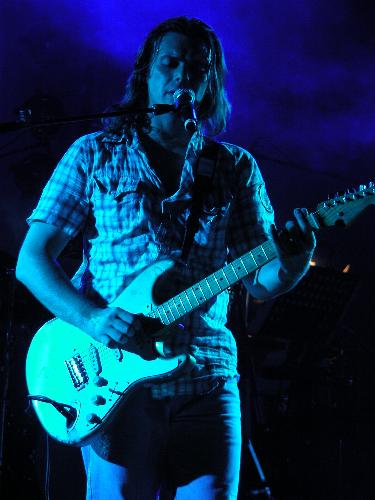
Gianluca Grignani (2008)

Gianluca Grignani (* 7. April 1972 in Mailand) ist ein italienischer Cantautore.

## Karriere
Gianluca Grignani wuchs in der lombardischen Metropole auf und zog mit 17 Jahren in die Brianza. Schon früh fing er an, eigene Musikstücke zu schreiben und diese in den Lokalen in seiner Nachbarschaft aufzuführen. Seinen Lebensunterhalt verdiente er in jener Zeit mit einer Reihe von Gelegenheitsjobs. Von entscheidender Bedeutung für seine musikalische Karriere war das Zusammentreffen mit dem Gitarristen und Produzenten Massimo Luca, der ihm Kontakte zu den wichtigen Plattenfirmen verschaffte. 1994 wurde er von Polygram bei Sanremo Giovani, der Vorausscheidung für die Newcomer-Kategorie des Sanremo-Festivals, mit der Single La mia storia tra le dita lanciert. Er schaffte den Einzug ins Festival 1995, wo er mit dem Lied Destinazione Paradiso ins Rennen ging. Im Anschluss erschien sein gleichnamiges Debütalbum, welches ein großer Erfolg wurde, insbesondere auch auf dem südamerikanischen Musikmarkt (unter dem Titel Destino Paraíso).
Das deutlich rockigere zweite Album La fabbrica di plastica erschien 1996 und stieß auf gemischte Reaktionen. Diesem folgte eine erste Tournee durch Italien. 1998 veröffentlichte Grignani das dritte Album Campi di popcorn. Im Jahr darauf war spielte er im Film Branchie von Francesco Ranieri Martinotti, einer Verfilmung von Niccolò Ammanitis Roman Die letzte Nacht auf den Inseln, die Hauptrolle. Nach einem Aufenthalt in Indien kehrte der Sänger 1999 nach Sanremo zurück, wo er beim Festival Il giorno perfetto präsentierte. Anschließend erschien eine gleichnamige Kompilation, Grignanis letztes Album für PolyGram/Warner. Nun bei Universal, veröffentlichte er schon 2000 sein nächstes Studioalbum Sdraiato su una nuvola, das nicht zuletzt die erfolgreiche Single Speciale enthielt.
Mit Lacrime dalla Luna versuchte sich der Sänger 2002 wieder beim Sanremo-Festival; das Lied fand Eingang in sein fünftes Studioalbum Uguali e diversi, das erstmals die Spitze der Charts erreichen konnte. 2003 heiratete Grignani nicht nur, sondern veröffentlichte auch die Kompilation Succo di vita. Zwei Jahre später wurde seine erste Tochter geboren, außerdem erschien das Album Il re del niente. Dieses wurde nach einer weiteren Sanremo-Teilnahme (mit Liberi di sognare) 2006 in einer neuen Version herausgebracht. Schon 2008 war Grignani mit dem Lied Cammina nel sole erneut in Sanremo zu hören und beendete mit der Veröffentlichung des gleichnamigen Albums seine Zeit bei Universal. Erstes Album beim neuen Label Sony war 2010 Romantico Rock Show, dem die erfolgreiche Single Sei sempre stata mia vorausging.
Nach einer Buchveröffentlichung (dem autobiographischen La mia storia tra le dita) erschien 2011 bereits das nächste Studioalbum Natura umana. 2012 hatte er beim Sanremo-Festival auf Einladung von Pierdavide Carone und Lucio Dalla einen Gastauftritt. Erst 2014 meldete er sich mit der Single Non voglio essere un fenomeno zurück, die das Album A volte esagero einleitete. Dieses wurde 2015, nach einer weiteren Sanremo-Teilnahme mit dem Lied Sogni infranti, neu aufgelegt. Das anlässlich der 20-jährigen Karriere 2016 erschienene Album Una strada in mezzo al cielo enthielt hingegen neu aufgenommene Lieder aus den ersten beiden Alben Grignanis.
Ab 2020 veröffentlichte Grignani wieder neue Singles. Anlässlich des 25-jährigen Jubiläums erschien außerdem Destinazione Paradiso – 25th Anniversary Edition 2020, eine Neuauflage des Debütalbums. Beim Sanremo-Festival 2022 trat der Musiker als Duettpartner von Irama in Erscheinung, am Festival 2023 nahm er selbst mit dem Lied Quando ti manca il fiato teil.

## Diskografie

### Studioalben
| Jahr | Titel Musiklabel                                 | Höchstplatzierung, Gesamtwochen, AuszeichnungChartplatzierungen (Jahr, Titel, Musiklabel, Platzierungen, Wochen, Auszeichnungen, Anmerkungen) | Höchstplatzierung, Gesamtwochen, AuszeichnungChartplatzierungen (Jahr, Titel, Musiklabel, Platzierungen, Wochen, Auszeichnungen, Anmerkungen) | Anmerkungen                                               |
| Jahr | Titel Musiklabel                                 | IT | CH | Anmerkungen                                               |
| ---- | ------------------------------------------------ | --- | --- | --------------------------------------------------------- |
| 1995 | Destinazione Paradiso / Destino Paraíso PolyGram | IT2 Gold (2023) · (40 Wo.)IT | CH27 (8 Wo.)CH | Erstveröffentlichung: 24. Februar 1995 Verkäufe: + 25.000 |
| 1996 | La fabbrica di plastica PolyGram                 | IT3 (20 Wo.)IT | — | Erstveröffentlichung: 20. Mai 1996                        |
| 1998 | Campi di popcorn PolyGram                        | IT5 (13 Wo.)IT | — |                                                           |
| 2000 | Sdraiato su una nuvola Universal                 | IT5 (32 Wo.)IT | CH85 (3 Wo.)CH |                                                           |
| 2002 | Uguali e diversi Universal                       | IT1 (38 Wo.)IT | CH45 (6 Wo.)CH |                                                           |
| 2005 | Il re del niente Universal                       | IT3 (21 Wo.)IT | — | Erstveröffentlichung: 10. Juni 2005                       |
| 2008 | Cammina nel sole Universal                       | IT4 (33 Wo.)IT | — | Erstveröffentlichung: 29. Februar 2008                    |
| 2010 | Romantico Rock Show Sony                         | IT4 Gold · (44 Wo.)IT | — | Erstveröffentlichung: 29. Januar 2010 Verkäufe: + 35.000  |
| 2011 | Natura umana Sony                                | IT5 (18 Wo.)IT | — | Erstveröffentlichung: 25. Oktober 2011                    |
| 2014 | A volte esagero Sony                             | IT2 (13 Wo.)IT | — | Erstveröffentlichung: 9. September 2012                   |
| 2016 | Una strada in mezzo al cielo Sony                | IT6 (8 Wo.)IT | CH89 (1 Wo.)CH | Erstveröffentlichung: 6. Mai 2016                         |

### Kompilationen
| Jahr | Titel                              | Höchstplatzierung, Gesamtwochen, AuszeichnungChartplatzierungen (Jahr, Titel, Platzierungen, Wochen, Auszeichnungen, Anmerkungen) | Höchstplatzierung, Gesamtwochen, AuszeichnungChartplatzierungen (Jahr, Titel, Platzierungen, Wochen, Auszeichnungen, Anmerkungen) | Anmerkungen                            |
| Jahr | Titel                              | IT | CH | Anmerkungen                            |
| ---- | ---------------------------------- | --- | --- | -------------------------------------- |
| 1999 | Il giorno perfetto PolyGram/Warner | IT17 (9 Wo.)IT | — | Erstveröffentlichung: 22. Februar 1999 |
| 2003 | Succo di vita Universal            | IT10 (17 Wo.)IT | — |                                        |
| 2009 | Best Of Universal                  | IT21 (21 Wo.)IT | — |                                        |

Weitere Kompilationen
- 2015: The Platinum Collection (Universal)

### Singles (Auswahl)
| Jahr | Titel Album                                          | Höchstplatzierung, Gesamtwochen, AuszeichnungChartsChartplatzierungen (Jahr, Titel, Album, Platzierungen, Wochen, Auszeichnungen, Anmerkungen) | Anmerkungen                                                                 |
| Jahr | Titel Album                                          | IT | Anmerkungen                                                                 |
| ---- | ---------------------------------------------------- | --- | --------------------------------------------------------------------------- |
| 1995 | La mia storia tra le dita Destinazione Paradiso      | IT14 Platin (2023) · (7 Wo.)IT | Verkäufe: + 100.000                                                         |
| 1996 | La fabbrica di plastica                              | IT19 (2 Wo.)IT |                                                                             |
| 2000 | Speciale Sdraiato su una nuvola                      | IT10 (17 Wo.)IT |                                                                             |
| 2002 | Uguali e diversi                                     | IT9 (7 Wo.)IT |                                                                             |
| 2002 | Lacrime dalla Luna Uguali e diversi                  | IT14 (10 Wo.)IT |                                                                             |
| 2002 | L’aiuola Uguali e diversi                            | IT20 (15 Wo.)IT |                                                                             |
| 2005 | Bambina dallo spazio Il re del niente                | IT8 (14 Wo.)IT |                                                                             |
| 2005 | Il re del niente                                     | IT41 (2 Wo.)IT |                                                                             |
| 2006 | Liberi di sognare Il re del niente (Sanremo Edition) | IT7 (9 Wo.)IT |                                                                             |
| 2008 | Cammina nel sole                                     | IT11 (13 Wo.)IT |                                                                             |
| 2008 | Vuoi vedere che ti amo Cammina nel sole              | IT30 (9 Wo.)IT |                                                                             |
| 2010 | Sei sempre stata mia Romantico Rock Show             | IT16 (10 Wo.)IT |                                                                             |
| 2010 | Il più fragile Romantico Rock Show                   | IT42 (18 Wo.)IT |                                                                             |
| 2010 | Sei unica Romantico Rock Show                        | IT25 (10 Wo.)IT |                                                                             |
| 2011 | Un ciao dentro un addio Natura umana                 | IT50 (9 Wo.)IT | Erstveröffentlichung: 30. September 2011                                    |
| 2012 | Natura umana                                         | IT87 (4 Wo.)IT |                                                                             |
| 2012 | Sguardi Natura umana                                 | IT99 (2 Wo.)IT |                                                                             |
| 2014 | Non voglio essere un fenomeno A volte esagero        | IT87 (1 Wo.)IT | Erstveröffentlichung: 20. Juni 2014                                         |
| 2015 | Sogni infranti A volte esagero (Sanremo Edition)     | IT66 (2 Wo.)IT |                                                                             |
| 2023 | Quando ti manca il fiato –                           | IT34 (3 Wo.)IT | Erstveröffentlichung: 8. Februar 2023 Beitrag für das Sanremo-Festival 2023 |

Weitere Singles
- 1995: Destinazione Paradiso – IT (2021): Platin (70.000+)

## Auszeichnungen für Musikverkäufe
| Goldene Schallplatte - Spanien - 2025: für die Single Mi historia entre tus dedos |

Anmerkung: Auszeichnungen in Ländern aus den Charttabellen bzw. Chartboxen sind in ebendiesen zu finden.
| Land/RegionAuszeichnungen für Musikverkäufe (Land/Region, Auszeichnungen, Verkäufe, Quellen) | Gold     | Platin     | Verkäufe | Quellen             |
| -------------------------------------------------------------------------------------------- | -------- | ---------- | -------- | ------------------- |
| Italien (FIMI)                                                                               | 2× Gold2 | 2× Platin2 | 230.000  | fimi.it             |
| Spanien (Promusicae)                                                                         | Gold1    | —          | 30.000   | elportaldemusica.es |
| Insgesamt                                                                                    | 3× Gold3 | 2× Platin2 |          |                     |

## Filmografie
- 1999: Branchie

## Belege
1. 1 2  Chartquellen (Alben):
  - Guido Racca & Chartitalia: Top 100 FIMI Album. Lulu, 2013, S. 115.
  - Alben von Gianluca Grignani. In: Italiancharts.com. Hung Medien, abgerufen am 6. Dezember 2018.
  - Alben von Gianluca Grignani. In: Hitparade.ch. Hung Medien, abgerufen am 6. Dezember 2018.
2. ↑  Chartquellen (Singles):
  - Guido Racca: M&D Borsa Singoli 1960-2019. Selbstverlag, 2019, ISBN 978-1-09-326490-6, S. 232 f.
  - Guido Racca & Chartitalia: Top 100 FIMI Singoli. Lulu, 2013, S. 98 f. (IT 1997–2012).
  - Archivio classifiche Top Singoli. FIMI, abgerufen am 18. Januar 2023 (italienisch, IT ab 2013).

| Personendaten    | Personendaten            |
| ---------------- | ------------------------ |
| NAME             | Grignani, Gianluca       |
| KURZBESCHREIBUNG | italienischer Cantautore |
| GEBURTSDATUM     | 7. April 1972            |
| GEBURTSORT       | Mailand, Italien         |